# Emilio Caprile
Emilio Caprile (Genova, 1928. szeptember 30. – 2020. március 5.) olasz labdarúgócsatár.

## Pályafutása

### Klubcsapatban
Emilio Caprile Genovában született, Seria A-s pályafutását pedig a Genoában kezdte 1945-ben, 17 évesen. Ezt követően játszott a másodosztályú Sestrese és Legnano csapataiban is, mielőtt 1948-ban a Juventushoz igazolt volna. Az 1951-1952-es idény végén bajnoki címet ünnepelhetett, igaz, mindössze öt találkozón lépett pályára. Pályafutása során még az Atalanta, a Lazio, a Como és a Legnano csapataiban játszott.

### A válogatottban
Caprile klasszikus bal szélső volt, és ezen a poszton játszva vett részt az 1948-as londoni olimpián, ahol az amerikaiak elleni 9–0-s győzelemkor gólt is szerzett. Akkoriban ő volt az olasz válogatott legfiatalabb debütánsa 19 évesen, 10 hónaposan és 2 naposan. Az olasz felnőtt válogatottban kétszer, az úgynevezett B csapatban egyszer kapott lehetőséget, posztján legtöbbször Riccardo Carapellese kapott szerepet. Az 1950-es labdarúgó-világbajnokságon ő volt a válogatott legfiatalabb tagja, de a torna során egyetlen percet sem játszott.